# Diamantinadegenflügel
Der Diamantinadegenflügel (Campylopterus diamantinensis) ist eine Vogelart aus der Familie der Kolibris (Trochilidae), die im südöstlichen Brasilien endemisch ist. Der Bestand wird von der IUCN als „potenziell gefährdet“ (Near Threatened) eingeschätzt.

## Merkmale
Der Diamantinadegenflügel erreicht eine Körperlänge von etwa 13,4 cm bei einem Gewicht von ca. 8,0 bis 8,5 g. Der Oberschnabel ist schwarz, der Unterschnabel weißlich an der Basis und bräunlich an der Spitze. Der gesamte Schnabel ist ca. 27,0 mm lang. Die Oberseite des Männchens ist grasgrün, der Oberkopf etwas dunkler. Dazu hat er einen weißen Fleck hinter dem Auge. Die Unterseite ist einfarbig dunkelgrau. Die zentralen Steuerfedern sind vollständig metallisch bronzegrün, während die äußeren drei Federn relativ schnell na olivgrün abgestuft werden und breite weiße Spitzen hat. Das Weibchen ähnelt dem Männchen wirkt aber stumpfer in der Färbung. Er ähnelt am ehesten dem parapatrischen Kalkstein-Degenflügel (Campylopterus calcirupicola Lopes, Vasconcelos & Gonzaga, 2017), ist aber etwas größer und hat proportional kleinere weißere Spitzen an den äußeren Steuerfedern.

## Lautäußerungen
Der Gesang des Diamantinadegenflügel ist wenig beschrieben. Ruschi beschrieb seinen Warnruf als starke, schnell wiederholte sche, sche, sche, sche, sche, sche-Laute.

## Fortpflanzung
Die Brutbiologie des Diamantinadegenflügels ist bisher nicht erforscht.

## Verhalten und Ernährung
Es wird vermutet, dass der Diamantinadegenflügel ein ähnliches Ernährungsverhalten wie der Graubrust-Degenflügel hat, dem er früher als Unterart zugeordnet wurde. Weitere Forschungen auf diesem Gebiet sind erforderlich, um diese Annahme zu bestätigen.

## Verbreitung und Lebensraum

Verbreitungsgebiet des Diamantinadegenflügels

Der  Diamantinadegenflügel bewohnt bewaldete Bäche und windgeschützte Schluchten in den hochgelegenen, bodenarmen Grasländern im Südosten Brasiliens, die als Campos Rupestres-Vegetation bezeichnet wird. In diesem limitierten Habita wurde er in Höhenlagen von 1000 bis 2500 Metern beobachtet. Geschütze Gebiete mit Populationen sind der Nationalpark Serra do Cipó und der Nationalpark Sempre-Vivas.

## Migration
Es wird vermutet, dass der Diamantinadegenflügel ein Standvogel ist.

## Unterarten
Die Art gilt als monotypisch. Lange wurde die Art als Unterart des Graubrust-Degenflügels (Campylopterus largipennis diamantinensis) geführt. Aufgrund der Untersuchungen von Lopes, Ferreira de Vasconcelos und Pedreira Gonzaga kam es zu einer Neuordnung mit Abspaltung in verschiedene Arten. Das South American Check-list Committee unterstützt diese Neuordnung in Teilen. Birds of the World befürwortet die in 2017 gemachten Vorschläge von L. E. Lopes, M. F. Vasconcelos und L. P. Gonzaga. Demnach wurde ihm der Artstatus zuerkannt.

## Etymologie und Forschungsgeschichte
Die Erstbeschreibung des Diamantinadegenflügels erfolgte 1963 durch Augusto Ruschi unter dem Namen Campylopterus largipennis diamantinensis. Als Verbreitungsgebiet gab er die Serra do Espinhaço in Minas Gerais an. Hier ist er von der Region Diamantina bis in die Region Grão Mogol verbreitet. 1827 führte William Swainson die neue Gattung Campylopterus ein. Dieses Wort leitet sich vom griechischen καμπύλος kampýlos für „gebogen, gekrümmt“ und -πτερος, πτερόν -pteros, pterón für „-geflügelt, Flügel“ ab. Diamantinensis bezieht sich auf die Region Diamantina.